# PK (fumetto)
PK è una serie a fumetti prodotta dalla Disney pubblicata in Italia dal 1996 al 2005 e dedicata a una versione rivisitata, futuristica e fantascientifica del personaggio di Paperinik. A partire dal 2014 sono stati pubblicati cicli di storie inedite a puntate sul settimanale Topolino, ancora in fase di sviluppo, mentre dal 2019 e fino al 2024 sono stati realizzati ulteriori cicli narrativi su dei cartonati rigidi di grandi dimensioni intitolati Topolino Fuoriserie.
In esse Paperinik veste i panni di un vero e proprio supereroe per affrontare minacce fantascientifiche provenienti dallo spazio, dal futuro e da mondi paralleli. All'estero è stato tradotto e pubblicato in Brasile, Danimarca, Francia, Germania, Grecia, Norvegia, Svezia e dal 2016 anche negli Stati Uniti con il titolo di Duck Avenger.

## Storia editoriale
Da marzo 1996 a marzo 2005 sono state pubblicate tre serie su testate autonome con periodicità regolare mensile. Le prime due erano legate da una stretta continuità, mentre la terza fu un reboot in cui le origini del supereroe vennero completamente riscritte e snaturate del tutto dal personaggio originale di Paperinik. A partire dal 2014 sono stati pubblicati cicli di storie inedite a puntate sul settimanale Topolino, che recuperano le caratteristiche della saga originale, mentre dal 2019 e fino al 2024 sono stati realizzati ulteriori cicli narrativi su dei cartonati rigidi di grandi dimensioni intitolati Topolino Fuoriserie.

### PK - Paperinik New Adventures
PK - Paperinik New Adventures è la prima serie della saga, pubblicata dal 1996 al 2001 sull'omonima testata, ideata dall'allora direttore di Topolino Paolo Cavaglione e dal responsabile dell'area artistica Ezio Sisto. Si compone di tre numeri zero, quarantanove numeri regolari (l'ultimo con numerazione doppia) e quattro albi speciali estivi.

### PK²
PK² è la seconda serie della saga, pubblicata dal 2001 al 2002 sull'omonima testata subito dopo la chiusura di PK - Paperinik New Adventures. Con questo progetto gli autori cercarono di accrescere la maturità del fumetto e conquistare un pubblico sempre più adulto. Vennero mantenuti molti personaggi della prima serie, ma la loro personalità fu molto approfondita, rendendoli ambigui, doppiogiochisti ed egoisti. Si compone di 18 numeri, più un albo speciale estivo.

### PK - Pikappa
PK - Pikappa è la terza serie della saga, pubblicata dal 2002 al 2005 sull'omonima testata. Non è il seguito delle precedenti non proseguendo la continuità né con le due serie precedenti né con le avventure classiche del personaggio. Vennero reintrodotti numerosi personaggi che erano periti o erano stati sconfitti e la loro storia venne riscritta, così come vennero riscritte le origini dei protagonisti (lo stesso PK e Lyla Lay, in particolare, furono riscritti in modo da rendere inequivocabile l'assenza di legami con le serie precedenti). Per tutti questi motivi avvenne un abbassamento del target dei lettori. Si compone di trentadue numeri regolari.

### PK - Nuova erasuTopolino
Dal luglio 2014 la Panini Comics ha iniziato la pubblicazione di nuove storie dell'universo di PK sul settimanale Topolino che costituiscono il seguito delle trame raccontate nelle prime due serie. Le trame di questa quarta serie cercano di unire e fondere insieme la versione supereroistica del personaggio, che era stata caratterizzata nelle prime due serie a fumetti, con l'universo classico di Paperopoli, tramite la presenza sporadica di personaggi classici come Zio Paperone, Paperoga, Gastone e Rockerduck. Inoltre, mentre in precedenza i due mondi dovevano rimanere separati per una scelta editoriale, in questa serie in particolare le due versioni, il supereroe Pikappa e Paperino nella sua caratterizzazione classica, si mischiano insieme, con riferimenti alla sua infanzia, alla fattoria di Nonna Papera e alla vita domestica con i cari nipotini Qui, Quo e Qua. Le sette storie a puntate pubblicate sul settimanale sono intitolate "Potere e potenza" (Topolino n. 3058-3061, luglio 2014), "Gli argini del tempo" (Topolino n. 3102-3105, maggio 2015), "Il Raggio Nero" (Topolino n. 3127-3131, ottobre-novembre 2015), "Cronaca di un ritorno"  (Topolino n. 3181/3183-3185, novembre-dicembre 2016), "Il marchio di Moldrock" (Topolino n. 3205-3208, aprile-maggio 2017), "L'orizzonte degli eventi" (Topolino n. 3250-3254, marzo-aprile 2018) e "Droidi" (Topolino n. 3287-3289, novembre-dicembre 2018). Inoltre, PKNE include anche una miniserie intitolata "PK Tube" (Topolino n. 3146-3150/3152, marzo-aprile 2016), pubblicata per celebrare i 20 anni di PK, la storia crossover "Timecrime" (Topolino n. 3153-3154, aprile-maggio 2016), la storia singola "Una leggendaria notte qualunque" (Topolino n. 3407, marzo 2021) e la storia in due puntate "Zona franca" (Topolino n. 3437-3438, ottobre 2021) pubblicate per commemorare i 25 anni di PK, oltre alla storia "Rinascita", sviluppata in due atti e un epilogo su di un unico numero (Topolino n. 3545, 1 novembre 2023) e una storia singolare "Metallo pesante" (Topolino n. 3596, 23 ottobre 2024).

### PK - Nuova erasuTopolino Fuoriserie

#### Saga dei Galaxy-Gate
A novembre 2019 è stata pubblicata una nuova storia inedita sceneggiata da Roberto Gagnor e disegnata da Alberto Lavoradori intitolata "PK - Un nuovo eroe" su un cartonato intitolato Topolino Fuoriserie numero 1. La scelta è stata quella di discostarsi dagli eventi narrati in PKNE per aprire nuovi filoni. La seconda inedita, sempre per la sceneggiatura di Gagnor ma che ha visto l'avvicendarsi ai disegni di Roberto Vian, è uscita a maggio 2020 con il titolo "PK - Danger Dome". La terza storia, ancora una volta sceneggiata da Gagnor e nuovamente disegnata da Vian, è uscita a novembre 2020 ed è stata intitolata "PK - Ur-Evron". La quarta inedita, per il soggetto e la sceneggiatura di Alessandro Sisti e i disegni di Lorenzo Pastrovicchio, due dei nomi storici della saga di PK, è uscita a marzo 2021 ed è stata intitolata "PK - I giorni di Evron". La quinta storia inedita, per il soggetto e la sceneggiatura di Roberto Gagnor e i disegni di Lorenzo Pastrovicchio, è stata pubblicata nell'ottobre 2021 con il titolo "PK - Obsidian". La sesta e ultima storia inedita che conclude la "Saga dei Galaxy-Gate", per il soggetto e la sceneggiatura di Alessandro Sisti e Roberto Gagnor, e i disegni di Vitale Mangiatordi, è uscita nel dicembre 2021 con il titolo "PK - I giorni di Pikappa".

#### Saga del Ragno d'Oro
Ad aprile 2022 è stata pubblicata un'altra storia inedita, sceneggiata da Alessandro Sisti e disegnata da Paolo Mottura, intitolata "PK - La danza del Ragno d'Oro", sullo stesso Topolino Fuoriserie che prosegue la numerazione precedente, recando quindi il n. 7, il quale inizia così un nuovo ciclo di storia di Pikappa, conosciuta proprio come la "Saga del Ragno d'Oro". La successiva storia inedita, per la sceneggiatura di Alessandro Sisti e i disegni di Marco Mazzarello, è stata pubblicata sul Topolino Fuoriserie n. 8 nell'agosto 2022 con il titolo "PK - Makemake". La storia seguente, per la sceneggiatura di Alessandro Sisti e i disegni di Paolo Mottura, è stata redatta nell'ottobre 2022 con il titolo "PK - Il principio di Voyda". La storia successiva, sceneggiata ancora una volta da Alessandro Sisti e disegnata da Davide Cesarello, è uscita nel gennaio 2023 con il titolo "PK - Esprimi un desiderio". La storia ancora seguente, sempre firmata da Alessandro Sisti e per i disegni di Giuseppe Facciotto, viene pubblicata a fine marzo 2023 con il titolo "PK - Il maestro del Silenzio". La nuova storia, come sempre in questo ciclo sceneggiata da Alessandro Sisti ed illustrata da Marco Mazzarello, inizialmente annunciata con il titolo "PK - Così vicini", esordisce sul Topolino Fuoriserie n. 12 a fine giugno 2023 con il titolo definitivo "PK - Troppo vicini". La settima storia di questa saga, ancora sceneggiata da Alessandro Sisti e con le illustrazioni disegnate da Claudio Sciarrone, esce sul Topolino Fuoriserie n. 13 del novembre 2023 con il titolo "PK - Il nemico del ragno". L'ottava e ultima storia che sancisce la conclusione della "Saga del Ragno d'Oro", ancora una volta sceneggiata da Alessandro Sisti e illustrata da Claudio Sciarrone, esce sul Topolino Fuoriserie n. 14 del febbraio 2024 con il titolo "PK - I conti con la realtà".

## Miniserie di PK su Paperinik Appgrade
Sulla testata Paperinik Appgrade dal numero 16 del gennaio 2014 al numero 32 del maggio 2015 (tranne che sul 27) sono state pubblicate tre miniserie per un totale di sedici storie in cui il Paperinik classico deve affrontare minacce come l'invasione evroniana o i cronopirati senza l'aiuto della tecnologia messa a disposizione del personaggio nella serie PK ma solo con i gadget di Archimede Pitagorico e il supporto finanziario dello Zio Paperone. Inoltre sono presenti sia personaggi della serie classica che quelli della serie PK come Angus Fangus, il Razziatore e Xadhoom. La serie non si inserisce in continuità con PK - Paperinik New Adventures.
Il ciclo è composto da:
- Universo PK (6 storie)
- Paperinik e la macchina del Fangus  (5 storie)
- Paperinik e la trasferta astrale (5 storie)

## Storie di collegamento
Storie nelle quali si fanno riferimenti all'Agenzia e all'Organizzazione, società presenti nel futuro di PK:
- DoubleDuck - Agente Zero: storia ideata da Francesco Artibani pubblicata in tre parti sui numeri di Topolino dal 2919 al 2921 nella saga di DoubleDuck.
- DoubleDuck - Codice Olimpo: storia ideata da Francesco Artibani pubblicata in quattro parti sui numeri di Topolino dal 2954 al 2957 nella saga di DoubleDuck.

## Crossover
Storie nelle quali si incontrano le due identità segrete di Paperino, il supereroe mascherato Pikappa e l'agente segreto DoubleDuck:
- PKNE - Timecrime[17][18]: storia sceneggiata da Francesco Artibani pubblicata in due parti sui numeri di Topolino dal 3153 al 3154 nella saga di PK - Nuova era.

## Ristampe

### PK - Paperinik New Adventures
Vari albi
- PKNA #1 (1996) - edizione cromata con allegata litografia, tiratura 5 000 copie, pubblicato in concomitanza con la manifestazione Expocartoon 1996.
- PK - Strettamente riservato (1999) - volume speciale a colori, contenente le storie dei numeri 2, 5 e 10.
- PK - I viaggiatori del tempo (2001) - volume speciale della collana "Supermiti Mondadori", contenente le storie dei numeri Zero, Zero/2, Zero/3, 22 e 14.

PK Cartonati
- PK One - Le Origini (1998) - chine delle storie nel formato originale delle tavole, comprese le copertine, dei tre numeri zero, pubblicato in concomitanza di Expocartoon del 1998;
- PK Two - Xadhoom! The trilogy (1999) - chine delle storie nel formato originale delle tavole, comprese le copertine, la ristampa alle modalità di cui sopra della "Trilogia di Xadhoom" (composta dai numeri 35, 36 e 37).

PK Memories
- Evroniani (2001) - volume dedicato interamente agli Evroniani, contenente le storie dei numeri 1, 15 e 44.
- Lyla (2001) - volume dedicato interamente a Lyla Lay, contenente le storie dei numeri 12, 22 e 43.
- Razziatore (2001) - volume dedicato interamente al Razziatore, contenente le storie dei numeri 3, 33 e 34.
- Uno (2001) - volume dedicato interamente ad Uno, contenente le storie dei numeri 8, 30 e 48.
- Xadhoom (2001) - volume dedicato interamente a Xadhoom, contenente le storie dei numeri 9, 17 e 28.

PK Reloaded
Ristampa non completa pubblicata mensilmente da aprile 2005 a marzo 2007, numeri 00-21. Gli albi sono nel medesimo formato degli originali e con le stesse copertine le quali però sono distinte dalla dicitura Reloaded sul logo e accanto alla numerazione. Non si tratta di una ristampa anastatica perché al di fuori delle storie il contenuto della rivista è diverso rispetto all'edizione originale. Il periodico contiene rubriche e redazionali.
PK Ultimate Collection
Collana in 20 volumi pubblicata settimanalmente da maggio a settembre 2007 dal quotidiano La Repubblica contenente tutte le storie tranne PKNA #41 e sei miniserie su nove.
| Volume | Data           | Titolo                          | Storie                                                           | Argomento |
| ------ | -------------- | ------------------------------- | ---------------------------------------------------------------- | --- |
| 1      | maggio 2007    | Nascita di un eroe              | Numero Zero, Speciale 98, Zero/3                                 | Prime avventure di PK |
| 2      | maggio 2007    | Viaggi nel tempo                | 0/2, 3, 14                                                       | Avventure nel tempo insieme all'ex-nemico Razziatore |
| 3      | maggio 2007    | Quarta dimensione               | 5, 12, 18                                                        | Altri viaggi nel tempo o in altre dimensioni parallele |
| 4      | giugno 2007    | Intelligenze troppo artificiali | 2, 8, 30                                                         | Avventure contro Due |
| 5      | giugno 2007    | Bad in black                    | 4, 17, 39                                                        | Avventure con protagonista la PBI oppure la famiglia di Charlie Delta |
| 6      | giugno 2007    | Operazione ficcanaso            | 1, 16, miniserie Angus Tales                                     | Avventure e miniserie con protagonista Angus Fangus |
| 7      | giugno 2007    | Extraterribili                  | 6, 9, 13                                                         | Avventure contro gli evroniani |
| 8      | luglio 2007    | Problemi di comunicazione       | 15, 26, miniserie Fuori onda, mniserie Il grande Burton la Valle | I media e la televisione nel presente e nel futuro |
| 9      | luglio 2007    | Paperi e invasori               | 11, 19, 24                                                       | Le tre avventure con protagonista Urk |
| 10     | luglio 2007    | Fascino alieno                  | 22, 28, miniserie 5Y, miniserie Io sono Xadhoom                  | Avventure e miniserie con le protagoniste donne principali di tutta la saga (Lyla e Xadhoom |
| 11     | luglio 2007    | Questioni aperte                | 7, 23, 47                                                        | Alleanza tra Paperinik e Angus Fangus |
| 12     | luglio 2007    | Guida per supereroi             | 27, Speciale 00, PK² 16                                          | Due avventure con Neopard e una dove PK spiega la vita dei supereroi |
| 13     | agosto 2007    | Grandi, Grossi e Pessimi        | 10, 20, 25                                                       | Avventure con (o contro) personaggi massicci (ad esempio Trauma, Mekkano o i quattro protagonisti del numero 25                                                                                        |
| 14     | agosto 2007    | Fritto mistico                  | Speciale 97, 38, miniserie Lo zen e la fisica dei quanti         | Avventure e miniserie con protagonista Everett Ducklair o... la magia |
| 15     | agosto 2007    | Servizi segretissimi            | 21, 29, 40                                                       | Avventure con protagonisti i fratelli Flagstarr o Morgan Fairfax |
| 16     | agosto 2007    | Non solo Paperopoli             | Speciale 99, 31, 42                                              | Avventure ambientate al di fuori di Paperopoli |
| 17     | settembre 2007 | Cuore di stella                 | 35, 36, 37                                                       | Trilogia di Xadhoom e la caduta dell'Impero Evroniano |
| 18     | settembre 2007 | Non qui, non ora                | 33, 34, 43                                                       | Avventure con il Razziatore, la fine dei viaggi nel tempo e la sconfitta dell'Organizzazione |
| 19     | settembre 2007 | Segreti e misteri               | 32, 44, 45                                                       | Ambienti misteriosi (le fognature di Paperopoli o il lato nascosto della Luna) e ricerche nel mistero (Il Progetto Efesto di Morgan Fairfax), nonché la caduta del pericolo rappresentato da Belgravia |
| 20     | settembre 2007 | Atto finale                     | 46, 48, 49/50                                                    | Avventure finali di PK, la morte di Zoster e la fine di Due |

PK Giant 3K Edition
Serie mensile che da novembre 2014 a novembre 2019 presenta una nuova ristampa in 48 numeri ispirata ai formati delle serie "Gigante" dell'Editoriale Corno (20x27,5 cm). La numerazione non segue quella originale in quanto i tre "numeri zero" di PKNA sono numerati come 1, 2 e 3. Oltre alle storie gli albi contengono rubriche. Le ultime 5 uscite sono state stampate in formato doppio con il titolo Pk Giant Double.
Topolino Limited De Luxe Edition/Disney De Luxe
Serie composta da volumi che ristampano storie in grande formato, cartonato rigido. Quelle relative a PK sono:
- n. 43I, PK - Trauma (2 novembre 2023)
- n. 45, PK - Frammenti d'autunno (24 aprile 2024)

Topolino Super De Luxe Edition
Serie composta da volumi che ristampano storie in grande formato, cartonato e con sovraccoperta poster. Quelle relative a PK sono:
- n. 2, Evroniani (20 ottobre 2016)
- n. 12,  Angus Tales e Trip's Strip - Storie brevi dal mondo di PK [marzo 2016 (edizione fuori collana) e marzo 2020 (edizione "Super De Luxe")]

### PK²
PK² Giant: serie mensile che a partire dal n. 49 del novembre 2019 fino a novembre 2020 ha ristampato l'intera seconda serie.

### PK - Pikappa
Tutti gli episodi di questa terza serie sono stati ripubblicati per la prima volta sul mensile antologico Paperinik Cult dal n. 50 del giugno 2009 al n. 75 del luglio 2011, in un formato nettamente ridotto rispetto all'originale.
Successivamente l'intera terza serie è stata ancora ristampata sul mensile Paperinik a partire dal numero 34 di ottobre 2019 fino al numero 65 di maggio 2022, solo le storie principali.

### PK - Nuova era
Topolino Limited De Luxe Edition/Disney De Luxe
Serie composta da volumi in grande formato e con copertina cartonata che presentano la ristampa di cicli di storie pubblicate su Topolino. Quelle relative a PK sono:
- n. 2, PK - Potere e potenza (maggio 2015) (prima ristampa maggio 2016 con copertina diversa) (seconda ristampa settembre 2019 con copertina diversa) (terza ristampa giugno 2021 con copertina differente)
- n. 4, PK - Gli argini del tempo (ottobre 2015) (prima ristampa maggio 2016 con copertina diversa) (seconda ristampa luglio 2017 con stessa copertina) (terza ristampa gennaio 2024 con copertina differente)
- n. 7, PK - Il Raggio Nero (maggio 2016) (prima ristampa ottobre 2017 con copertina diversa) (seconda ristampa gennaio 2024 con copertina differente)
- n. 11, PK - Cronaca di un ritorno (marzo 2017) (prima ristampa giugno 2021 con copertina diversa)
- n. 13, PK - Il marchio di Moldrock (ottobre 2017) (prima ristampa marzo 2021 con copertina diversa) (seconda ristampa gennaio 2024 con copertina differente)
- n. 18, PK - L'orizzonte degli eventi (maggio 2018) (prima ristampa giugno 2021 con copertina diversa)
- n. 25, PK - Droidi (novembre 2019) (prima ristampa settembre 2020 con copertina diversa) (seconda ristampa gennaio 2024 con copertina differente)
- n. 29, PK Tube[51] (miniserie) (marzo 2021) (prima ristampa gennaio 2024 con diversa copertina)
- n. 34, PK - Timecrime (aprile 2022)
- n. 38, PK - Una leggendaria notte qualunque / Zona franca (ottobre 2022)
- n. 49, PK - Rinascita / Metallo pesante (ottobre 2024)

PK nuova era - cofanetto 25º anniversario
A marzo 2021 per festeggiare il 25º anniversario tutti e 7 gli albi vengono ripubblicati all'interno di un cofanetto intitolato PK nuova era così composto:
1. PK - Potere e potenza (copertina 2019)
2. PK - Gli argini del tempo (copertina 2017)
3. PK - Il Raggio Nero (copertina 2017)
4. PK - Cronaca di un ritorno (copertina 2017)
5. PK - Il marchio di Moldrock (copertina 2021)
6. PK - L'orizzonte degli eventi (copertina 2018)
7. PK - Droidi (copertina 2020)

Topolino Super De Luxe Edition
Serie composta da volumi che ristampano storie in grande formato, cartonato e con sovraccoperta poster. Quelle relative a PK sono:
- n. 5, Timecrime[52] (2 novembre 2017)

### Miniserie
Topolino Limited De Luxe Edition/Disney De Luxe
- n. 26, Universo PK (marzo 2020)
- n. 31, Paperinik e la macchina del Fangus (ottobre 2021)

### Integrale
PK - Il mito
Collana in 36 volumi pubblicata settimanalmente dal 6 febbraio all'8 ottobre 2012 dal quotidiano Corriere della Sera contenente tutte e tre le serie: PK - Paperinik New Adventures (Volume 1-19), PK² (Volume 19-25) e PK - Pikappa (Volume 26-36). In ogni volume vengono accorpati tre numeri con approfondimenti, interviste agli autori e digressioni sul dietro le quinte. Viene inoltre allegato lo Style guide, un raccoglitore che racchiude 180 schede (fronte retro) contenenti materiali che sono serviti come base e indicazione a disegnatori e sceneggiatori per la realizzazione del fumetto raccolti.
| Volume | Data              | Titolo                     | Albo                                                           |
| ------ | ----------------- | -------------------------- | -------------------------------------------------------------- |
| 1      | 6 febbraio 2012   | Le nuove origini           | PKNA Numero Zero, PKNA #0/2, PKNA #0/3                         |
| 2      | 13 febbraio 2012  | Eroe e antieroe            | PKNA #1, PKNA #2, PKNA #3                                      |
| 3      | 20 febbraio 2012  | Superattico galattico      | PKNA #4, PKNA #5, PKNA #6                                      |
| 4      | 27 febbraio 2012  | Un impero                  | PKNA #7, PKNA #8, PKNA Speciale 97                             |
| 5      | 5 marzo 2012      | La vendetta perfetta       | PKNA #9, PKNA #10, PKNA #11                                    |
| 6      | 12 marzo 2012     | Ho sposato la notte        | PKNA #12, PKNA #13, PKNA #14                                   |
| 7      | 19 marzo 2012     | Distanze siderali          | PKNA #15, PKNA #16, PKNA #17                                   |
| 8      | 26 marzo 2012     | Profumo di stelle          | PKNA #18, PKNA #19, PKNA #20                                   |
| 9      | 2 aprile 2012     | Stagione senza confini     | PKNA Speciale 98, PKNA #21, PKNA #22                           |
| 10     | 9 aprile 2012     | Anima digitale             | PKNA #23, PKNA #24, PKNA #25                                   |
| 11     | 16 aprile 2012    | Un sottile sentimento      | PKNA #26, PKNA #27, PKNA #28                                   |
| 12     | 23 aprile 2012    | Epidemia futura            | PKNA #29, PKNA #30, PKNA #31                                   |
| 13     | 30 aprile 2012    | Notizie relative a un eroe | PKNA #32, PKNA Speciale 99, PKNA #33                           |
| 14     | 7 maggio 2012     | Universo inquieto          | PKNA #34, PKNA #35, PKNA #36                                   |
| 15     | 14 maggio 2012    | La scienza del caso        | PKNA #37, PKNA #38, PKNA #39                                   |
| 16     | 21 maggio 2012    | Divieto di azione          | PKNA #40, PKNA #41, PKNA #42                                   |
| 17     | 28 maggio 2012    | Istante infinito           | PKNA #43, PKNA #44, PKNA Speciale 00                           |
| 18     | 4 giugno 2012     | Doppio sguardo             | PKNA #45, PKNA #46, PKNA #47                                   |
| 19     | 11 giugno 2012    | Codice sorgente            | PKNA #48, PKNA #49/50, PK² Speciale 01                         |
| 20     | 18 giugno 2012    | Papero modello base        | PK² #1, PK² #2, PK² #3                                         |
| 21     | 25 giugno 2012    | Ricerca avanzata           | PK² #4, PK² #5, PK² #6                                         |
| 22     | 2 luglio 2012     | Fase stellare              | PK² #7, PK² #8, PK² #9                                         |
| 23     | 9 luglio 2012     | Username e password        | PK² #10, PK² #11, PK² #12                                      |
| 24     | 16 luglio 2012    | Il suono del tempo         | PK² #13, PK² #14, PK² #15                                      |
| 25     | 23 luglio 2012    | Stupido genio              | PK² #16, PK² #17, PK² #18                                      |
| 26     | 30 luglio 2012    | Per sempre eroe            | Pikappa #001, Pikappa #002, Pikappa #003                       |
| 27     | 6 agosto 2012     | Energia pura               | Pikappa #004, Pikappa #005, Pikappa #006                       |
| 28     | 13 agosto 2012    | Un sogno in meno           | Pikappa #007, Pikappa #008, Pikappa #009                       |
| 29     | 20 agosto 2012    | Il prossimo mondo          | Pikappa #010, Pikappa #011, Pikappa #012                       |
| 30     | 27 agosto 2012    | Pianeti                    | Pikappa #013, Pikappa #014, Pikappa #015                       |
| 31     | 3 settembre 2012  | Tecnica e cuore            | Pikappa #016, Pikappa #017, Pikappa #018                       |
| 32     | 10 settembre 2012 | Lotta celeste              | Pikappa #019, Pikappa #020, Pikappa #021                       |
| 33     | 17 settembre 2012 | Calcolo estremo            | Pikappa #022, Pikappa #023, Pikappa #024                       |
| 34     | 24 settembre 2012 | Network                    | Pikappa #025, Pikappa #026, Pikappa #027                       |
| 35     | 1º ottobre 2012   | Un'era incantevole         | Pikappa #027, Pikappa #028, Pikappa #029                       |
| 36     | 8 ottobre 2012    | Arresta il sistema         | Pikappa #031, Pikappa #032, storia incompiuta Incubo sul fondo |

## Parodie
Sul periodico Ridi Topolino numero 2 (1997) fu pubblicata la storia Paper Bat Niù Adventures: Nervoniani, scritta da Tito Faraci e disegnata da Giuseppe Ferrario, che costituisce una parodia di PK con protagonista PaperBat. Brevissime gag di una singola tavola con i personaggi di PK furono pubblicate sulla testata Disney MEGAzine (distribuita col quotidiano La Repubblica) sui numeri 15, 17, 29, 36, 37, 53 e 58 (da giugno 1997 a marzo 1998). È da segnalare inoltre che sulla pagina Facebook ufficiale di PK, Pikappa Official, in occasione del rilancio della saga, vennero pubblicate varie parodie a fumetti realizzate dai lettori, tra le più note vi è il Pikabbufo di Jacopo Mistura.